# Ivan Sen
Ivan Sen est un réalisateur australien né le 2 janvier 1972 à Nambour.

## Biographie
Fils d’une mère aborigène et d’un père européen, Ivan Sen intègre l'Australian Film Television and Radio School avant de réaliser son premier long métrage Beneath Clouds (Sous les nuages), sorti en Australie en 2002, qui obtient la même année le Prix du meilleur premier film de la Berlinale.

## Filmographie

### Courts métrages
- 1997 : Warm Strrangers
- 1998 : Vanish
- 1998 : Tears
- 1999 : Wind
- 1999 : Dust
- 2005 : Yellow Fella
- 2007 : A Sister's Love

### Longs métrages
- 2002 : Sous les nuages
- 2009 : Dreamland
- 2011 : Toomelah
- 2013 : Mystery Road
- 2016 : Goldstone
- 2022 : Loveland
- 2023 : Limbo